# Mezrākū
Mezrākū (persiska: مزراكوه, مزراکو, Mezrākūh) är en ort i Iran.   Den ligger i provinsen Hormozgan, i den sydöstra delen av landet, 1 000 km sydost om huvudstaden Teheran. Mezrākū ligger 256 meter över havet och antalet invånare är 107.
Terrängen runt Mezrākū är varierad. Runt Mezrākū är det ganska glesbefolkat, med 50 invånare per kvadratkilometer. Närmaste större samhälle är Bartom, 19,2 km söder om Mezrākū. Trakten runt Mezrākū är ofruktbar med lite eller ingen växtlighet.